# Zygostates linearisepala
Zygostates linearisepala är en orkidéart som först beskrevs av Karlheinz Senghas, och fick sitt nu gällande namn av Antonio Luiz Vieira Toscano. Zygostates linearisepala ingår i släktet Zygostates och familjen orkidéer. Inga underarter finns listade i Catalogue of Life.